# Escapada a l'Oest
Escapada a l'Oest (títol original: Into the West) és una pel·lícula britànico-irlandesa d'aventures fantàstiques, dirigida per Mike Newell, rodada i estrenada l'any 1992. Escrita per Jim Sheridan a partir d'una història de Michael Pearce, posa en escena els nòmades anomenats travellers i la mitologia irlandesa. La història és la de dos joves germans alimentats de contes i llegendes i apassionats pels westerns americans, que travessen l'illa d'Irlanda d'est a oest sobre un cavall blanc, perseguits per la policia. El seu pare, obsessionat pel record de la seva dona desapareguda, intenta trobar-los i recuperar la seva dignitat perduda.Ha estat doblada al català.
Portada per la música de Patrick Doyle, Escapada a l'Oest  ha rebut diversos premis en festivals. Va ser ben acollit per la critica i el públic, sobretot pel que fa a l'actuació dels actors Gabriel Byrne, Ellen Barkin, i dels dos nens Ciarán Fitzgerald i Rúaidhrí Conroy, però també pels paisatges que posa en escena. És sovint qualificat de « film simpàtic, però tanmateix modest » en el seu muntatge i la seva realització.
La seva riquesa temàtica en fa un relat iniciàtic a la vegada « western irlandès » i « conte de fades modern », abordant els temes de la condició dels nòmades, de la reconstrucció familiar després del dol i del simbolisme del cavall blanc en una Irlanda que apareix com un país contrastat, entre el suburbi de Dublín i els paisatges salvatges del Connemara. Aquesta multiplicitat dels temes li ha suposat a Escapada a l'Oest de ser freqüentment explotada amb objectius pedagògics.

## Argument

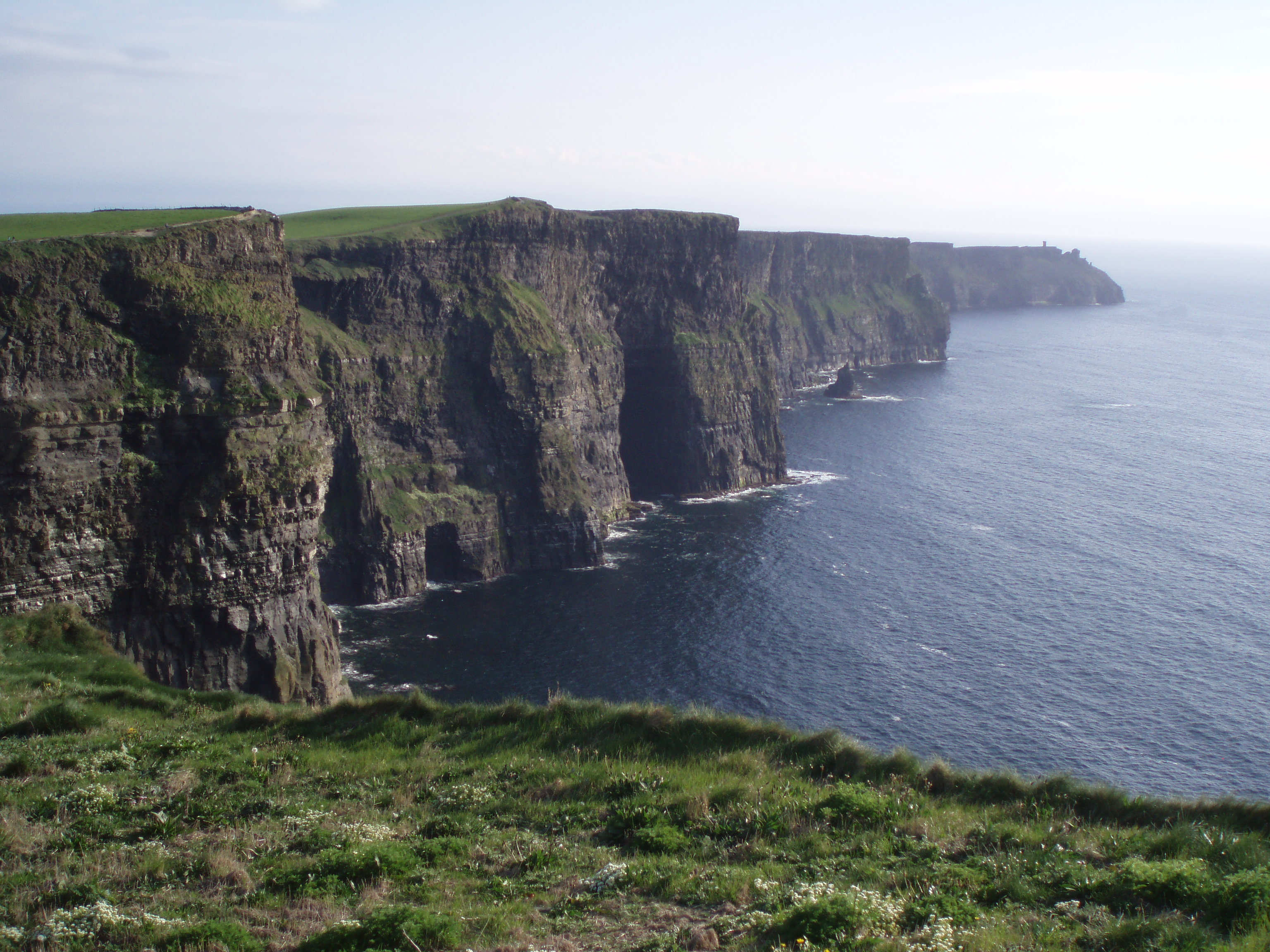
Els famosos Penya-segats de Moher, al comtat de Clare, mostrats al final del film.

Un cavall blanc apareix a la vora del mar i acompanya l'avi Ward (David Kelly), un vell contista nòmada irlandès (un traveller) que viu en una roulotte, fins a Dublín. John Riley (Gabriel Byrne), altre temps un traveller reputat, s'ha sedentaritzat en un pis de suburbi després de la mort de la seva dona, Mary. Violent i ensorrat en l'alcoholisme, viu de petits treballs en una gran pobresa, amb els seus dos fills Ossie (Fitzgerald) i Tito (Conroy), tots dos fascinats pels westerns que veuen a la televisió, i somiant d'esdevenir cow-boys. Ossie, que està greument malalt, també pateix l'absència d'una mare que no ha conegut mai. Ward és el seu padrastre. Ell presenta el cavall blanc, nomenat Tír na nÓg (« terra de l'eterna joventut » en gaélique irlandais), que segons ell ve de la mar i seria més que un animal, pels petits Ossie i Tito. Els conta també la llegenda de Oisín, personatge de la mitologia irlandaise que s'havia estatjat al país de l'eterna joventut per trobar la bonica Niamh, abans de tenir nostàlgia del món dels homes, i de tornar-hi gràcies a un cavall blanc encantat del qual no hauria hagut de baixar.

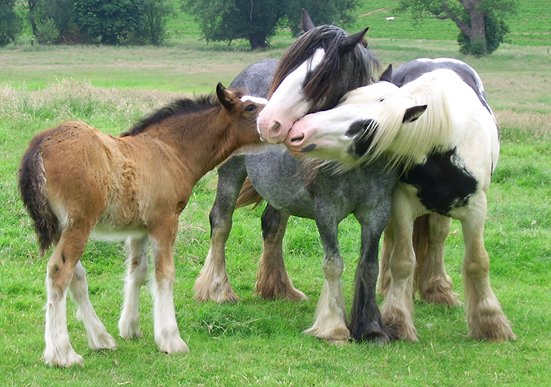
Cavalls Gypsy Vanner, com aquests, tiren de les roulottes dels travellers del film, i serveixen més tard de muntura a John Riley, Kathleen i el seu germà amb la finalitat d'atrapar els nens.

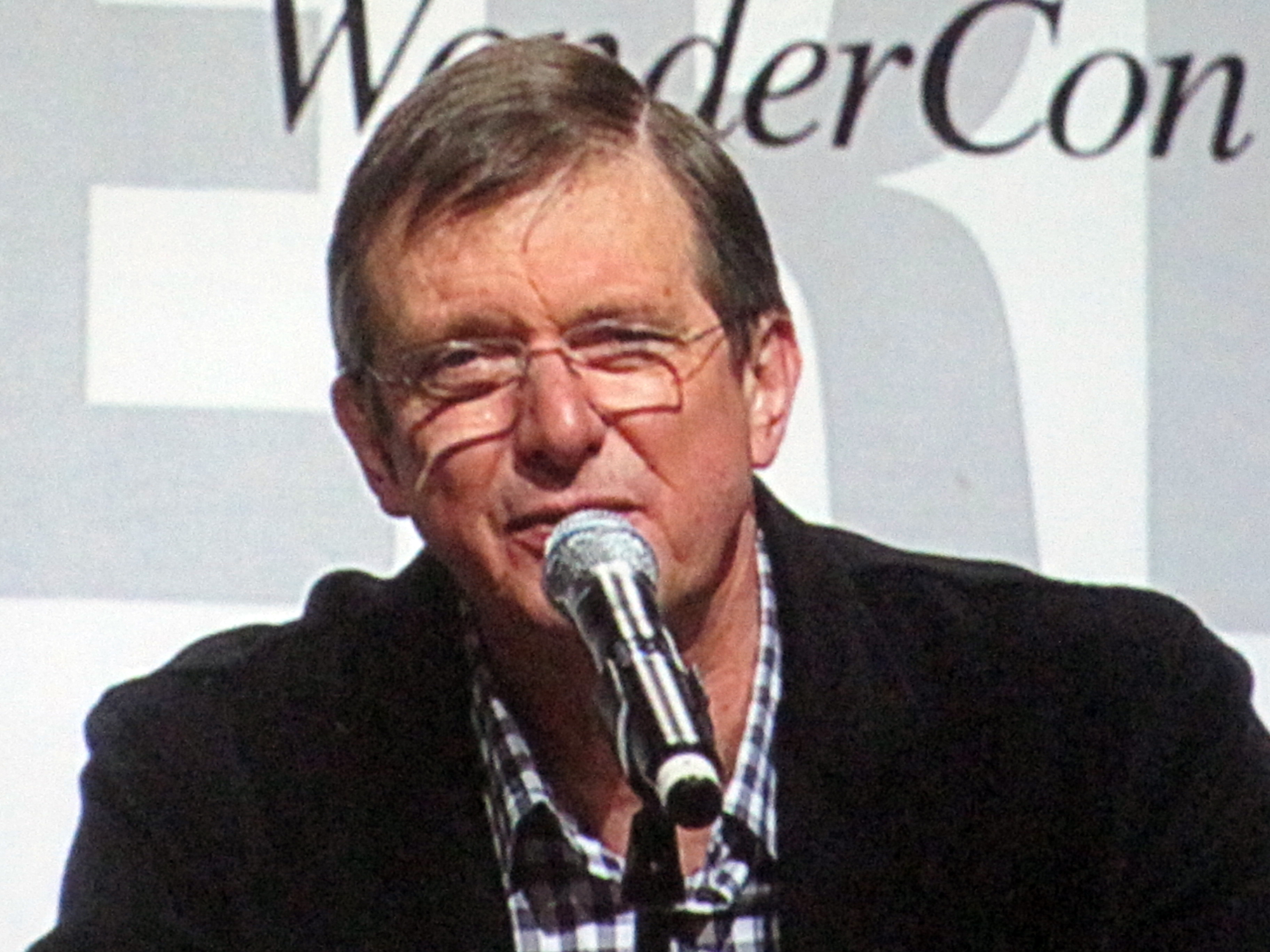
El director Mike Newell al WonderCon l'any 2010.

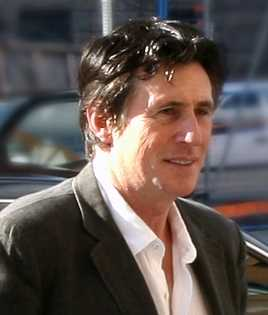
Gabriel Byrne (John Riley), aquí al Festival Internacional de Cinema de Toronto, el 2007.

## Repartiment
- Gabriel Byrne: John Riley
- Ellen Barkin: Kathleen
- Ciarán Fitzgerald: Ossie
- Rúaidhrí Conroy: Tito
- David Kelly: l'avi
- Johnny Murphy: Tracker
- Colm Meaney: Barreller
- John Kavanagh: Hartnett
- Brendan Gleeson: inspector Bolger
- Jim Norton: inspector O'Mara
- Anita Reeves: Mme Murphy
- Ray McBride: M. Murphy
- Dave Duffy: Morrissey
- Stuart Dannell-Foran: Conor Murphy (als crèdits amb el nom de Stuart Dannell)
- Becca Hollinshead: Birdy Murphy

## Producció
Escapada a l'Oest forma part d'una onada de films irlandesos, que segueix l'èxit de films com My Left Foot, L'Estrangera, Les Commitments i The Crying Game, i ha estat escrita per Jim Sheridan a partir d'una novel·la de Michael Pearce, i dirigida per Mike Newell. És probablement el primer western ubicat a Irlanda, fins i tot es no és especialment percebut com tal, sinó més aviat com un conte de fades dels temps moderns. · .
Aquest film té un lloc « a part » a la filmografia de Mike Newell, ja que es tracta de l'únic film destinat als nens. Escapada a l'Oest ha estrenada just abans de la comèdia Quatre matrimonis i un enterrament, que li suposa la seva consagració.

### Guió
El script és el primer escrit per Jim Sheridan, cinc anys abans My Left Foot. L'equip del film estima que el treball realitzat sobre el guió de Escapada a l'Oest és « extraordinari ». Jim Sheridan no tenia la intenció d'adreçar-se únicament als nens, encara que el film segueixi principalment el periple de Ossie i Tito sobre el seu cavall encantat. D'altres temes adreçant-se als adultes són presents: la necessitat d'afrontar el dolor, el xoc de cultures i dels valors diferents, i la corrupció de la policia pels rics i els poderosos amb la finalitat de fer respectar els drets de propietat en el seu favor. Aborda bon nombre de temes esdevinguts recurrents als seus scripts ulteriors. El relat és lineal, alternant els punts de vista dels personatges amb la finalitat de mostrar l'evolució de cadascun d'ells, i construït sobre el principi de la sivella, ja que ell arrenca a la platja amb l'aparició del cavall, i s'acaba al mateix lloc amb la desaparició de l'animal. Té també nombrosos punts comuns amb One Last White Horse, una peça de teatre interpretada l'any 1991, qui posa en escena una jove que pateix d'al·lucinacions en el curs de les quals veu un cavall blanc representant l'ànima de la seva mare.
En un principi, Robert Dornhelm havia de dirigir aquest film, però el treball és finalment confiat al britànic Mike Newell, per un resultat a la vegada « intrigant » i « seductor » segons Henri Béhar, per qui les primeres imatges del film en nit americana, « un magnífic cavall blanc que galope en una platja sota la llum de la lluna », i el script « feien témer el pitjor », o sigui una història sensiblera conclosa per « un happy end a la Disney ». Jim Sheridan i Mike Newell tanmateix li han donat la volta als habituals « films eqüestres per nens »,com El cavall negre, que juga amb els sentiments: Escapada a l'Oest està tenyit permanentment de misticisme i de mitologia irlandesa.
Gabriel Byrne ha declarat que es tracta d'un dels millors scripts que hagi mai llegit, i el descriu en una entrevista de l'edició DVD com el millor treball de Jim Sheridan fins aquell dia. Declara: « a part del fet que es tracta d'una història sobre les travellers, i de la relació entre un pare i els seus dos fills, és verdaderament una manera de parlar d'Irlanda ». Ellen Barkin afegeix que entre la primera lectura i la versió final, el script ha conegut nombroses revisions.

### Tria dels actors

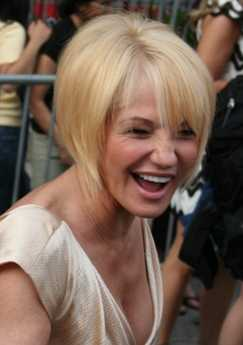
Ellen Barkin ha interpretat Kathleen amb els consells de Gabriel Byrne.

Gabriel Byrne s'ha mostrat immediatament interessat pel film pels seus orígens, ja que ha nascut a Rathmines, al suburbi de Dublín. Raó per la qual, a més de fer d'actor, és productor soci d' Escapada a l'Oest, cosa que constitueix la seva primera participació en la producció. Va donar un dels papers principals a la seva companya de l'època, Ellen Barkin.
Ciarán Fitzgerald (Ossie) i Rúaidhrí Conroy (Tito) no eren cavallers abans el començament del rodatge i un d'ells, escollit una setmana abans, no tenis cap curs d'equitació al seu actiu. Malgrat tot, l'equip del film jutja les actuacions eqüestres dels dos joves actors com creïbles, i afegeix que una osmosi s'ha creat amb el cavall en curs de rodatge.

### Rodatge i muntatge
El rodatge del film s'ha desenvolupat a Irlanda durant tres mesos, també en regions de condicions climàtiques difícils, de les quals la costa oest irlandesa en ple hivern, cosa que ha forçat els actors a portar enormes anoracs i a utilitzar paraigües. L'equip ha hagut d'afrontar, entre d'altres dificultats, el vent qui bufava als micros i el gel de l'oceà Atlàntic.

#### Part eqüestre

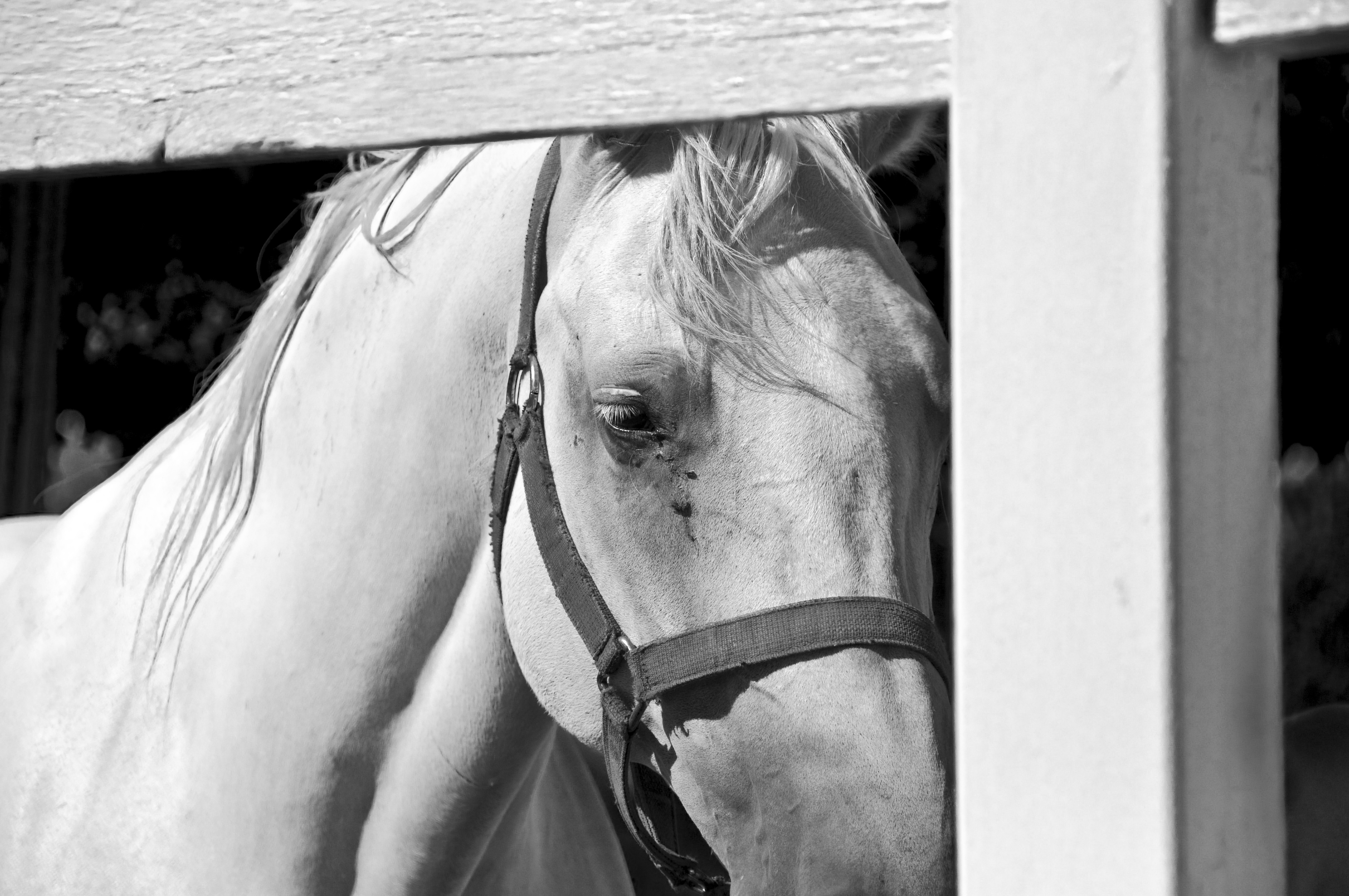
Un cavall lipizzan (com aquesta euga) nomenat Napolitano fa totes les escenes a l'aire lliure.

Joëlle Baland, consellera tècnica del film, ha ajudat Mario Luraschi per l'ensinistrament dels cavalls i les escenes de perill eqüestres. Tír na nÓg és encarnat per tres cavalls diferents: Sueno, el més expressiu dels tres, ha estat preferit pels plans llargs i per la seva llamineria que fa creïble l'escena del pop-corn a la sala de cinema. Napolitano, un lippizan, figura sobre les escenes de galopades lliures i per realitzar els moviments com el del cabrer. Finalment, un poney del Connemara ha estat escollit per les escenes marítimes en un oceà Atlàntic gelat, gràcies a la seva gran rusticitat.

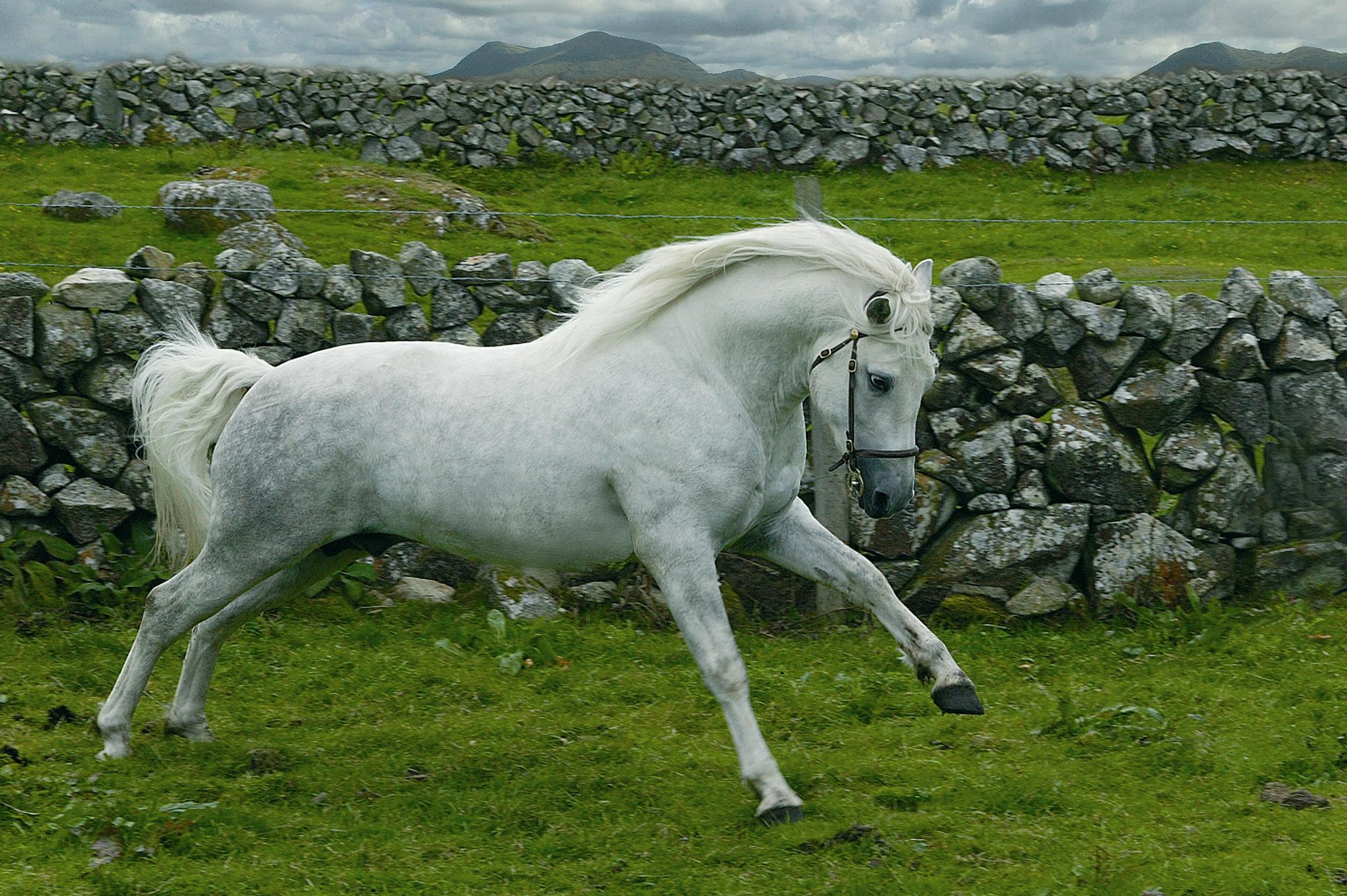
Un poney Connemara d'origen irlandès, com aquest, ha estat escollit per rodar les escenes a l'oceà Atlàntic.

Joëlle Baland guarda un bon record del rodatge, subtilitats de la posada en escena amb els cavalls, riscos presos i la complicitat dels dos actors més joves amb els animals.

#### Muntatge
Tècnicament, el film es va muntar ràpidament i multiplica els plans curts amb la finalitat de gestionar el suspens, en el model del relat d'aventures i del western. Encara que es tractés d'un film anomenat « fantasia o fantàstic », els elements de realisme màgic hi són reduïts al mínim.

### Modificacions
El film ha evitat ser prohibit als joves no acompanyats per la BBFC, quan en una escena la paraula « fuck » ha estat reemplaçada per la paraula « flip » abans de la seva estrena. En una entrevista, Ciarán Fitzgerald ha parlat d'aquesta escena i diu que als Estats Units, el film hauria estat prohibit als més joves.

## Rebuda i posteritat
El film es va estrenar en un principi a Irlanda i al Regne Unit gràcies a Entertainment Film Distributors, el 1992. Als Estats Units la va distribuir Miramax Films el 1993.
L'estrena en cinemes es va fer en nombrosos països, com Austràlia, Alemanya, Corea del Sud, Suècia, els Països-Baixos, Portugal i Finlàndia.

### Acollida de la critica
Escapada a l'Oest ha rebut una acollida més aviat positiva. A Rotten Tomatoes, obté un resultat del 70 % i per part de l'audiència del 73; A Internet Movie Database, la seva nota és de 6,7/10, i a Allociné la mitjana de les notes donades pel públic puja a 3,4/5. Roger Ebert del Chicago Sun-Times assegura que « els nens segurament adoraran aquest film, però als adults els costarà més ». Desson Howe del The Washington Post l'ha qualificat d' «encantadora croada infantil » i de «viatge enriquidor per totes les edats». Rita Kempley va afegir que « el film és cada cop més fosc i líric » i que és llarg per la seva ambientació però curt per la seva història, pot també apel·lar a una certa espiritualitat
Escapada a l'Oest posseeix un « encant aspre més proper als films britànics del passat (com el de Carol Reed, (A Kid for Two Farthings) que de la gentillesa i la crueldat ocasionals i calculades de John Hughes. Les escenes fantàstiques són «arrelades al dia a dia per sonar reals».
Entre les escenes memorables, els crítics destaquen aquella on el cavall blanc surt amb els dos nens de l'ascensor del seu immoble, i aquella on mira Back to the Future Part III en una sala de cinema, sempre en companyia dels nens.

#### Parers positius
| «                                     | Gràcies a un Gabriel Byrne d'una intensa malenconia i a dos nens pròpiament entendridors, Escapada a l' Oest, picaresca, divertida, emocionant, és també totalment desproveïda de sentimentalisme. I la fantasmagoria té més força quan s'arrela a la Irlanda d'avui. | » |
| — Henri Béhar, Le Monde, 10 març 1994 | |   |

Els crítics no coincideixen amb el públic per Escapada a l'Oest: si la majoria hi veuen «un superb film per nens », Marjorie Baumgarten de l'Austin Chronicle pensa que els adults quedaran tocats per la bellesa de l'Oest irlandès, cosa que no serà el cas dels nens que buscaran més aviat un « heroi de Hollywood ». Afegeix que « l'aura del realisme màgic no se sentirà mai com en aquest film, que Jim Sheridan gestiona el seu tema amb molt d'humor autèntic i d'olfacte per seguir una història, i que Newell, gràcies a l'ajuda impecable del seu equip i dels seus actors, construeix una història fluida i captivadora amb seqüències d'acció espectaculars i de commovedors intercanvis ».
Diversos punts d'interès hi han a Escapada a l'Oest, com l'ambient construït sobre els vaivens permanents entre el món oníric i la realitat: el cineasta juga constantment amb aquest decalatge entre real i meravellós. Fins a deixar finalment esclatar el seu lirisme en el gran moment esquinçant retrobades, en una platja immensa. Les referències divertides a la mitologia del western de la qual beuen els joves herois constitueixen molt segurament el millor aspecte del film segons Jean-Michel Beer, dans La Revue du cinéma.
Una de les seves bases resideix a la rica música gaèlica de Patrick Doyle, que li dona una dimensió emocional i aporta una atmosfera de conte de fades. El tractament dels costums dels travellers pel realitzador ha estat saludat, igual que la bellesa dels paisatges irlandesos posats en escena: Bernard Génin, crític a Télérama, afirma en l'estrena francesa del film que: Mike Newell té el do d'agafar l'ànima d'un decorat i que, com una criatura màgica, el cavall immaculat il·lumina un instant el sinistre suburbi de Dublín, d'on, gràcies a ell, els nens s'escapen finalment, cosa que empeny a l'estimació deguda a la Irlanda terra de llegendes, i a saludar la feina del realitzador, Mike Newell.
Finalment, l'actuació dels dos joves actors, Ciarán Fitzgerald i Rúaidhrí Conroy, ha estat destacat per la seva gran convicció i la posada en valor de la seva relació fraternal.

#### Parers negatius
L'equip de Variety ha declarat que 
| « | Escapada a l'Oest és un film simpàtic, però modest en el seu muntatge i la seva realització. Algunes escenes són massa previsibles i deixen que desitjar, sobretot la dels nens que s'escapen dels seus perseguidors gràcies a les seves astúcies. El tractament dels dolents, caricaturitzats pel seu acarnissament i presentats a la manera de les velles sèries americanes, és també agafat amb pinces. La multiplicitat dels temes és de vegades mal tractada, la presentació dels policies hostils als travellers no quadren sempre amb el tema central del film, que és la investigació de la mare desapareguda. Sobre la qualitat i la coherència del guió hi ha divisions: alguns crítics afirmen que el guió és magníficament escrit | » |

 però altres hi veuen una barreja de ridícul i de temes més greus, sobre el fons d'un suburbi dublinès, afegint que és difícil [per un adult] agafar-se aquesta història seriosament. Jean-Michel Beer escriu a La Revue du cinéma que la simpatia que emana du film és massa sovint desmentida per un simbolisme excessiu.

### Box-office
Segons l'observatori europeu de l'audiovisual, el film ha fet 471.690 entrades a França des de 1996, sabent que es va estrenar l'any 1994, ha totalitzat 647.956 entrades en aquest país.
Ha informat 4.790.801 dòlars al box-office als Estats Units, dels quals 1.410.414 $ el primer cap de setmana que ha seguit la seva estrena a 550 sales de cinema. Al món, les recaptacions del film pugen a 4.790.801 $, que la situa en el lloc 5.723 del rang mundial general. L'èxit d' Escapada a l'Oest és més gran a Irlanda i als Estats Units que a la resta del món, en raó sens dubte de la presència d'elements parlats pels irlandesos, com dels graffitis pro-IRA a Dublín. Està classificat setè millor film irlandès dels anys 1990, i es tracta del més gran èxit de l'any 1992 a Irlanda.

### Premis i nominacions
| Any  | Cerimònia o recompensa                            | Premi                                         | Premiat (des)                       |
| ---- | ------------------------------------------------- | --------------------------------------------- | ----------------------------------- |
| 1993 | Festival internacional de cinema per nens de Oulu | Premi Starboy                                 | Mike Newell                         |
| 1993 | Festival internacional de cinema de Cleveland     | Premi del públic del millor film              | Mike Newell                         |
| 1994 | Festival del cinema neerlandès                    | Gouden Kalf al millor film europeu            | Mike Newell                         |
| 1994 | Premi Young Artist                                | Premi al millor film familiar estranger       | Mike Newell                         |
| 1994 | Premi Young Artist                                | Premi als millors actors en un film familiar, | Rúaidhrí Conroy i Ciarán Fitzgerald |

## Critiques
| «                              | Si us dic que Escapada a l'Oest parla de dos nens i d'un cavall blanc encantat, podríeu pensar, sens dubte, que es tracta d'un film pels nens. Però és molt més que això, tot i que, ben segur, als nens els agradarà. | » |
| — Roger Ebert, Video companion | |   |

En raó de la seva riquesa temàtica i simbòlica, Escapada a l'Oest és regularment projectat a escoles (de cinema sobretot) i explotat amb la finalitat que els alumnes en facin l'anàlisi: una competició organitzada per TéléScope i Télérama proposava a col·legials redactar-ne una critica. Nombrosos temes es creuen en aquest film, ja sigui tocant els nens com els adults: aventura pura, implicacions socials, situació de les famílies monoparentals i situació del mite a la vida moderna... Finalment, el missatge del film és el de l'enllaç a si mateix, de la no dependència de l'Estat, dels viatges que conformen la joventut i de la importància dels ritus, la figura de la mare desapareguda apareixent com la d'un poderós desig nostàlgic.
El film no és senzill d'abordar amb la multiplicitat dels seus temes. La investigació de la mare desapareguda, la cerca dels orígens, i el retorn de l'estima d'un mateix gràcies al viatge iniciàtic, a les aventures i la vagabunderia lliure dels seus protagonistes són temes existencials. Encara que posseint el desenvolupament típic del conte de fades, el film aborda també la condició de la gent del viatge a Irlanda de manera molt realista, gairebé com un documental.
La identitat i la cultura irlandesa són evocats permanentment a Escapada a l'Oest: el guionista i els actors són de nacionalitat irlandesa, la música es cantada en irlandès, la mitologia irlandesa serveix de tela de fons a la història, fins i tot els personatges reaccionen típicament com de la gent del país.

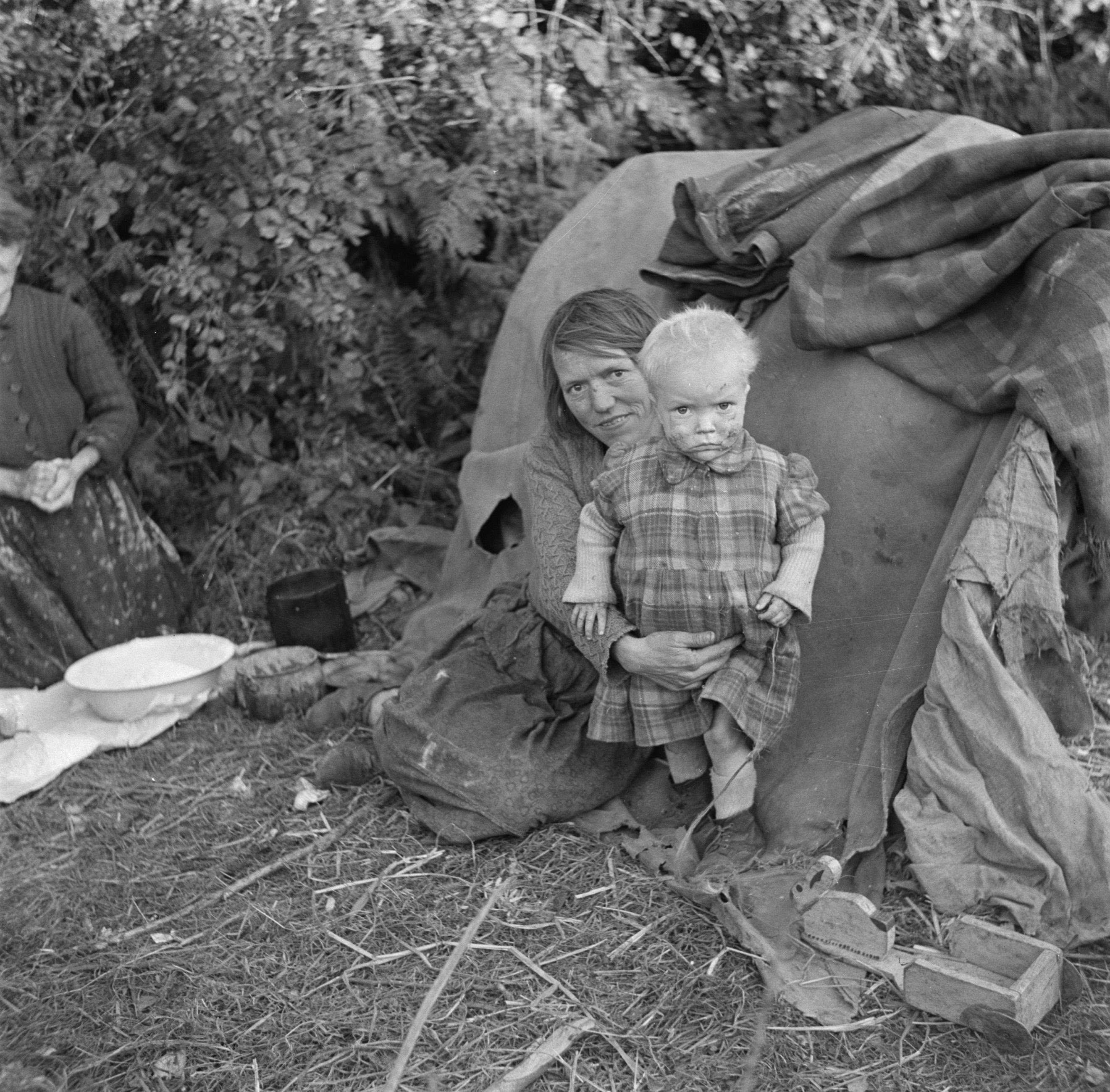
Travellers irlandesos el 1946.

Amélie Tsaag Valren, de Cheval Savoir, ha realitzat una comparativa entre Escapada a l'Oest i Crin-Blanc, un film francès que presenta nombrosos punts comuns: la presència d'un cavall blanc i del mar, dels nens « salvatges », el tema del viatge, el mite del cowboy o el de l'illa meravellosa on arribar. Igualment, els dos films s'han rodat durant períodes de fort desenvolupament econòmic als seus països respectius, i els dos països mostrats (Conamara i la Camarga) són gairebé considerats com exòtics.

### La condició de lestravellersa Irlanda
Els travellers o tinkers, una referència a aquest nom figura a l'escena on Tito repara una caldera), gent del viatge d'Irlanda, són molt presents amb els seus problemes socials i conflictes comunitaris, ancoren el film als fets reals. Tenen en comú el rebuig de la propietat i del sedentarisme, així com la importància de la cultura oral (John Riley és analfabet, i Ward és un contista reputat). Aquestes particularitats tendeixen a fer d'ells marginats a la societat irlandesa, i ells mateixos són víctimes de racisme des dels començaments de la formació de la república d'Irlanda, encara que siguin irlandesos d'origen. La seva dependència de les ajudes socials i el seu aïllament tenen el seu origen en un conjunt de mesures preses al començament dels anys 1960; el film presenta situacions semblants a la realitat històrica. Al film, la família de John Riley és al marge tant pel que fa als habitants de Dublín, com pel que fa als altres travellers encara nòmades: els nòmades sedentaritzats són en efecte considerats com traïdors. Aquest tema del racisme a Irlanda podria venir, amb Sheridan, de la seva admiració pels films de John Ford, sobretot The Quiet Man i sobretot Centaures del desert, que posa en escena la discriminació cap als amerindis.